# Halloy (Pas-de-Calais)
Halloy település Franciaországban, Pas-de-Calais megyében. Lakosainak száma 196 fő (2022. január 1.). Halloy Lucheux, Orville, Pommera, Grouches-Luchuel és Amplier községekkel határos.

## Népesség
A település népességének változása:
| Lakosok száma | 232  | 225  | 226  | 217  | 210  | 203  | 202  | 199  | 196  |
|               | 2013 | 2015 | 2016 | 2017 | 2018 | 2019 | 2020 | 2021 | 2022 |